# Cethosia paksha
Cethosia paksha är en fjärilsart som beskrevs av Hans Fruhstorfer 1905. Cethosia paksha ingår i släktet Cethosia och familjen praktfjärilar. Inga underarter finns listade i Catalogue of Life.